# Clongowes Wood College
Clongowes Wood College – prywatna szkoła z internatem (ang. boarding school) drugiego stopnia dla chłopców, niedaleko Clane w hrabstwie Kildare w Irlandii. Założona przez jezuitów w roku 1814, jest jedną z najstarszych szkół katolickich w Irlandii. Została opisana przez Jamesa Joyce’a w para-autobiograficznej powieści Portret artysty z czasów młodości.